# Martin Cruz Smith
Martin Cruz Smith (Reading, Pensilvania, 3 de noviembre de 1942- San Rafael, California, 12 de julio de 2025) fue un novelista de misterio estadounidense. Se le conoce, principalmente, por sus novelas sobre el investigador ruso Arkady Renko, que apareció por primera vez en 1981 con la novela Parque Gorki

## Educación y vida personal
Su auténtico nombre es Martin William Smith y nació en Reading, Pensilvania. Estudió en la Universidad de Pensilvania, situada en la localidad de Filadelfia, Pensilvania, y se licenció en escritura creativa en 1964. Es de ascendencia pueblo, española, Senecú del Sur y yaqui.

## Carrera
De 1965 a 1969, Smith trabajó como periodista y empezó escribir ficción a principios de la década de 1970.
Canto para un gitano, su tercera novela y la segunda del personaje Grey Romano -un gitano comerciante de arte- en Nueva York, estuvo nominada para un Premio Edgar.
Alas de Noche (1977), también nominada a un Edgar, fue su novela más exitosa y la que le afianzó como escritor. Él mismo escribió su adaptación para un largometraje de 1979, Alas En La Noche.
Smith es más conocido por las novelas protagonizadas por el detective ruso Arkady Renko a quien Smith introdujo en Parque Gorky (1981). La novela, descrita como el "primer thriller de los 80" por Time, se convirtió en un best seller y ganó un Premio Daga de Oro, concedido por la  Asociación Británica de Escritores de Misterio. Desde entonces, Renko ha aparecido en otras siete novelas de Smith. Parque Gorky se estrenó con el segundo puesto en la lista de "best sellers" del New York Times el 26 de abril de 1981 y llegó a estar como número uno durante una semana. Volvió al segundo puesto y se mantuvo en él durante más de tres meses, batido solo por La Casa Noble de James Clavell. Se mantuvo en los 15 primeros puestos durante noviembre de ese año.  Su continuación, Estrella Polar también alcanzó el número 1, que mantuvo dos semanas, el 6 de agosto de 1989. Posteriormente aguantó el número 2 durante más de dos meses.
Durante la década de 1990, Smith ganó en dos ocasiones el Dashiell Hammett Prize de la sección norteamericana de la Asociación Internacional de Escritores de Misterio. La primera vez fue por Rose, en 1996. Y la segunda por Bahía de la Habana, en 1999.  Y el 5 de septiembre de 2010, él y Arkady Renko volvieron a la parte alta de la lista de superventas del New York Times cuándo Tres Estaciones debutó en el 7 de la lista de bestsellers de ficción.
En la década de 1970, Smith escribió dos novelas de Oeste "Slocum" bajo el seudónimo de Jake Logan. Estas novelas están protagonizadas por el personaje John Slocum y son la serie más larga de novelas del Oeste, abarcando más de 400 libros. Smith también ha escrito para otras series de novelas de bolsillo, incluyendo una serie sobre un personaje llamado "El Inquisidor", una especie de James Bond al servicio del Vaticano.  Smith también ha escrito dos novelas para la serie de Nick Carter.

### Seudónimo
Al principio escribió con su auténtico nombre: Martin Smith, sólo para descubrir que había otros escritores con el mismo nombre; tanto Martin Smith como Martin William Smith. Su agente le propuso buscar un tercer nombre para publicar y Smith escogió Cruz, por el apellido de su abuela paterna.

## Vida personal
Smith vive en San Rafael, California, con su familia.

### Libros de Romano Grey
(Como Martin Smith)
- Gitano en Ambar, [1971] Publicado por Ediciones B en 1995 ISBN 9788440646613
- Canto para un Gitano  [1972] Publicado por Ediciones B en 1996 ISBN 8440658400

### Serie del Inquisidor
(Como Simon Quinn)
- The Devil in Kansas (1974) (The Inquisitor Series #1)
- The Last Time I Saw Hell (1974) (The Inquisitor Series #2)
- Nuplex Red (1974) (The Inquisitor Series #3)
- His Eminence, Death (1974) (The Inquisitor Series #4)
- The Midas Coffin (1975) (The Inquisitor Series #5)
- Last Rites for the Vulture (1975) (The Inquisitor Series #6)

### Libros de Arkady Renko
- Parque Gorki, (1981). Publicado por Zeta Bolsillo en 2011. ISBN 9788498724868
- Estrella Polar, (1989)
- Plaza Roja (1992)
- Bahía de la Habana (1999)
- Tiempo de lobos (2004)
- El fantasma de Stalin (2007)
- Tres Estaciones (2010)
- Tatiana (2013)

### Otros libros
- The Indians Won (1970)
- Analog Bullet (1972)
- Inca Death Squad (1972) (as Nick Carter)
- The Devil's Dozen (1973) (as Nick Carter)
- The Human Factor (1975) (as Simon Quinn)
- The Wilderness Family (1975) (as Martin Quinn)
- North to Dakota (a Slocum western) (1976) (as Jake Logan)
- Ride for Revenge (a Slocum western) (1977) (as Jake Logan)
- Nightwing (1977)
- Stallion Gate (1986). ISBN 0-345-31079-9
- Rose (1996)
- December 6 (2002) (también publicado como Tokyo Station)